# Achiwib
Achiwib es una localidad de Alto Takutu-Alto Esequibo en Guyana
Achiwib es una comunidad amerindia y, en 2020, tiene una escuela.  El idioma principal que se habla en el pueblo es el idioma Wapisshana el Inglés es secundario.